# Volta a la Comunitat Valenciana 2020
La Volta a la Comunitat Valenciana 2020, settantunesima edizione della corsa e valevole come seconda prova dell'UCI ProSeries 2020 categoria 2.Pro, si svolge in 5 tappe dal 5 al 9 febbraio 2020 su un percorso di 803,3 km, con partenza da Castellón de la Plana e arrivo a Valencia, in Spagna. La vittoria fu appannaggio dello sloveno Tadej Pogačar, il quale completò il percorso in 18h43'00", precedendo l'australiano Jack Haig ed il britannico Tao Geoghegan Hart.
Sul traguardo di Valencia 137 ciclisti, su 145 partiti da Castellón de la Plana, portarono a termine la competizione.

## Tappe
| Tappa  | Data       | Percorso                          | km    | Vincitore di tappa | Leader cl. generale |
| ------ | ---------- | --------------------------------- | ----- | ------------------ | ------------------- |
| 1ª     | 5 febbraio | Castellón de la Plana > Vila-real | 180   | Dylan Groenewegen  | Dylan Groenewegen   |
| 2ª     | 6 febbraio | Torrent > Cullera                 | 181   | Tadej Pogačar      | Tadej Pogačar       |
| 3ª     | 7 febbraio | Orihuela > Torrevieja             | 174,6 | Dylan Groenewegen  | Jack Haig           |
| 4ª     | 8 febbraio | Calp > Altea                      | 170   | Tadej Pogačar      | Tadej Pogačar       |
| 5ª     | 9 febbraio | Paterna > Valencia                | 97,7  | Fabio Jakobsen     | Tadej Pogačar       |
| Totale | Totale     | Totale                            | 803,3 |                    |                     |

## Squadre e corridori partecipanti
| N.      | Cod. | Squadra                |
| ------- | ---- | ---------------------- |
| 1-7     | AST  | Astana Pro Team        |
| 11-17   | MOV  | Movistar Team          |
| 21-27   | DQT  | Deceuninck-Quick Step  |
| 31-37   | INS  | Team Ineos             |
| 41-47   | TJV  | Team Jumbo-Visma       |
| 51-57   | UAD  | UAE Team Emirates      |
| 61-67   | CCC  | CCC Team               |
| 71-77   | LTS  | Lotto Soudal           |
| 81-87   | MTS  | Mitchelton-Scott       |
| 91-97   | ALM  | AG2R La Mondiale       |
| 101-107 | ISN  | Israel Start-Up Nation |

| N.      | Cod. | Squadra                   |
| ------- | ---- | ------------------------- |
| 111-117 | TBM  | Bahrain-McLaren           |
| 121-127 | CJR  | Caja Rural-Seguros RGA    |
| 131-137 | TDE  | Total Direct Énergie      |
| 141-147 | BBH  | Burgos-BH                 |
| 151-157 | FOR  | Fundación-Orbea           |
| 161-167 | SVB  | Sport Vlaanderen-Baloise  |
| 171-177 | BCF  | Bardiani-CSF-Faizanè      |
| 181-187 | GAZ  | Gazprom-RusVelo           |
| 191-197 | KTX  | Kometa Xstra Cycling Team |
| 201-207 | KPH  | Kern Pharma               |

## Dettagli delle tappe

### 1ª tappa
- 5 febbraio: Castellón de la Plana > Vila-real – 180 km

Risultati
| Pos. | Corridore          | Squadra    | Tempo    |
| ---- | ------------------ | ---------- | -------- |
| 1    | Dylan Groenewegen  | Jumbo      | 4h07'40" |
| 2    | Fabio Jakobsen     | Deceuninck | s.t.     |
| 3    | Alexander Kristoff | UAE        | s.t.     |

| Pos. | Corridore          | Squadra    | Tempo    |
| ---- | ------------------ | ---------- | -------- |
| 1    | Dylan Groenewegen  | Jumbo      | 4h07'40" |
| 2    | Fabio Jakobsen     | Deceuninck | s.t.     |
| 3    | Alexander Kristoff | UAE        | s.t.     |

### 2ª tappa
- 6 febbraio: Torrent > Cullera – 181 km

Risultati
| Pos. | Corridore          | Squadra  | Tempo    |
| ---- | ------------------ | -------- | -------- |
| 1    | Tadej Pogačar      | UAE      | 4h14'26" |
| 2    | Alejandro Valverde | Movistar | s.t.     |
| 3    | Dylan Teuns        | Bahrain  | s.t.     |

| Pos. | Corridore          | Squadra    | Tempo    |
| ---- | ------------------ | ---------- | -------- |
| 1    | Tadej Pogačar      | UAE        | 8h22'09" |
| 2    | Jack Haig          | Mitchelton | s.t.     |
| 3    | Alejandro Valverde | Movistar   | s.t.     |

### 3ª tappa
- 7 febbraio: Orihuela > Torrevieja – 174,6 km

Risultati
| Pos. | Corridore         | Squadra    | Tempo    |
| ---- | ----------------- | ---------- | -------- |
| 1    | Dylan Groenewegen | Jumbo      | 3h54'16" |
| 2    | Fabio Jakobsen    | Deceuninck | s.t.     |
| 3    | Matej Mohorič     | Bahrain    | s.t.     |

| Pos. | Corridore          | Squadra    | Tempo     |
| ---- | ------------------ | ---------- | --------- |
| 1    | Jack Haig          | Mitchelton | 12h16'25" |
| 2    | Tadej Pogačar      | UAE        | s.t.      |
| 3    | Alejandro Valverde | Movistar   | s.t.      |

### 4ª tappa
- 8 febbraio: Calp > Altea – 170 km

Risultati
| Pos. | Corridore          | Squadra | Tempo    |
| ---- | ------------------ | ------- | -------- |
| 1    | Tadej Pogačar      | UAE     | 4h22'03" |
| 2    | Wout Poels         | Bahrain | a 6"     |
| 3    | Tao Geoghegan Hart | Ineos   | s.t.     |

| Pos. | Corridore          | Squadra    | Tempo     |
| ---- | ------------------ | ---------- | --------- |
| 1    | Tadej Pogačar      | UAE        | 16h38'28" |
| 2    | Jack Haig          | Mitchelton | a 6"      |
| 3    | Tao Geoghegan Hart | Ineos      | s.t.      |

### 5ª tappa
- 9 febbraio: Paterna > Valencia – 97,7 km

Risultati
| Pos. | Corridore         | Squadra    | Tempo    |
| ---- | ----------------- | ---------- | -------- |
| 1    | Fabio Jakobsen    | Deceuninck | 2h04'32" |
| 2    | Dylan Groenewegen | Jumbo      | s.t.     |
| 3    | John Degenkolb    | Lotto      | s.t.     |

| Pos. | Corridore          | Squadra    | Tempo     |
| ---- | ------------------ | ---------- | --------- |
| 1    | Tadej Pogačar      | UAE        | 18h43'00" |
| 2    | Jack Haig          | Mitchelton | a 6"      |
| 3    | Tao Geoghegan Hart | Ineos      | s.t.      |

## Evoluzione delle classifiche
| Tappa              | Vincitore          | Classifica generale Maglia gialla | Classifica a punti Maglia verde | Classifica scalatori Maglia a pois | Classifica giovani Maglia bianca | Classifica a squadre |
| ------------------ | ------------------ | --------------------------------- | ------------------------------- | ---------------------------------- | -------------------------------- | -------------------- |
| 1ª                 | Dylan Groenewegen  | Dylan Groenewegen                 | Dylan Groenewegen               | Cédric Beullens                    | Fabio Jakobsen                   | Bahrain-McLaren      |
| 2ª                 | Tadej Pogačar      | Tadej Pogačar                     | Tadej Pogačar                   | Álvaro Cuadros                     | Tadej Pogačar                    | Bahrain-McLaren      |
| 3ª                 | Dylan Groenewegen  | Jack Haig                         | Dylan Groenewegen               | Álvaro Cuadros                     | Tadej Pogačar                    | Bahrain-McLaren      |
| 4ª                 | Tadej Pogačar      | Tadej Pogačar                     | Tadej Pogačar                   | Gonzalo Serrano                    | Tadej Pogačar                    | Bahrain-McLaren      |
| 5ª                 | Fabio Jakobsen     | Tadej Pogačar                     | Dylan Groenewegen               | Gonzalo Serrano                    | Tadej Pogačar                    | Bahrain-McLaren      |
| Classifiche finali | Classifiche finali | Tadej Pogačar                     | Dylan Groenewegen               | Gonzalo Serrano                    | Tadej Pogačar                    | Bahrain-McLaren      |

Maglie indossate da altri ciclisti in caso di due o più maglie vinte
- Nella 2ª tappa Alexander Kristoff ha indossato la maglia verde al posto di Dylan Groenewegen.
- Nella 3ª e nella 5ª tappa Dylan Groenewegen ha indossato la maglia verde al posto di Tadej Pogačar e Tao Geoghegan Hart ha indossato quella bianca al posto di Tadej Pogačar.

## Classifiche finali

### Classifica generale - Maglia gialla
| Pos. | Corridore          | Squadra    | Tempo     |
| ---- | ------------------ | ---------- | --------- |
| 1    | Tadej Pogačar      | UAE        | 18h43'00" |
| 2    | Jack Haig          | Mitchelton | a 6"      |
| 3    | T. Geoghegan Hart  | Ineos      | s.t.      |
| 4    | Daniel Martin      | Israel     | a 13"     |
| 5    | Dylan Teuns        | Bahrain    | a 23"     |
| 6    | Wout Poels         | Bahrain    | a 25"     |
| 7    | Jon Izagirre       | Astana     | a 32"     |
| 8    | Rubén Fernández    | Fundación  | a 49"     |
| 9    | Óscar Rodríguez    | Astana     | a 1'11"   |
| 10   | Alejandro Valverde | Movistar   | a 1'14"   |

### Classifica scalatori - Maglia a pois
| Pos. | Corridore       | Squadra    | Punti |
| ---- | --------------- | ---------- | ----- |
| 1    | Gonzalo Serrano | Caja Rural | 24    |
| 2    | Tadej Pogačar   | UAE        | 13    |
| 3    | Álvaro Cuadros  | Caja Rural | 12    |
| 4    | Pello Bilbao    | Bahrain    | 10    |
| 5    | Wout Poels      | Bahrain    | 8     |

### Classifica giovani - Maglia bianca
| Pos. | Corridore         | Squadra    | Tempo     |
| ---- | ----------------- | ---------- | --------- |
| 1    | Tadej Pogačar     | UAE        | 18h43'00" |
| 2    | T. Geoghegan Hart | Ineos      | a 6"      |
| 3    | Óscar Rodríguez   | Astana     | a 1'11"   |
| 4    | James Knox        | Deceuninck | a 1'22"   |
| 5    | J. Alveiro Cepeda | Caja Rural | a 2'58"   |

### Classifica a punti - Maglia verde
| Pos. | Corridore          | Squadra    | Tempo |
| ---- | ------------------ | ---------- | ----- |
| 1    | D. Groenewegen     | Jumbo      | 70    |
| 2    | Fabio Jakobsen     | Deceuninck | 65    |
| 3    | Tadej Pogačar      | UAE        | 50    |
| 4    | Alexander Kristoff | UAE        | 36    |
| 5    | Jon Aberasturi     | Caja Rural | 32    |

### Classifica a squadre
| Pos. | Squadra         | Tempo     |
| ---- | --------------- | --------- |
| 1    | Bahrain-McLaren | 56h11'12" |
| 2    | CCC Team        | a 3'31"   |
| 3    | Team Ineos      | a 3'37"   |
| 4    | Astana Pro Team | a 4'24"   |
| 5    | Fundación-Orbea | a 4'52"   |